# 世界的和諧

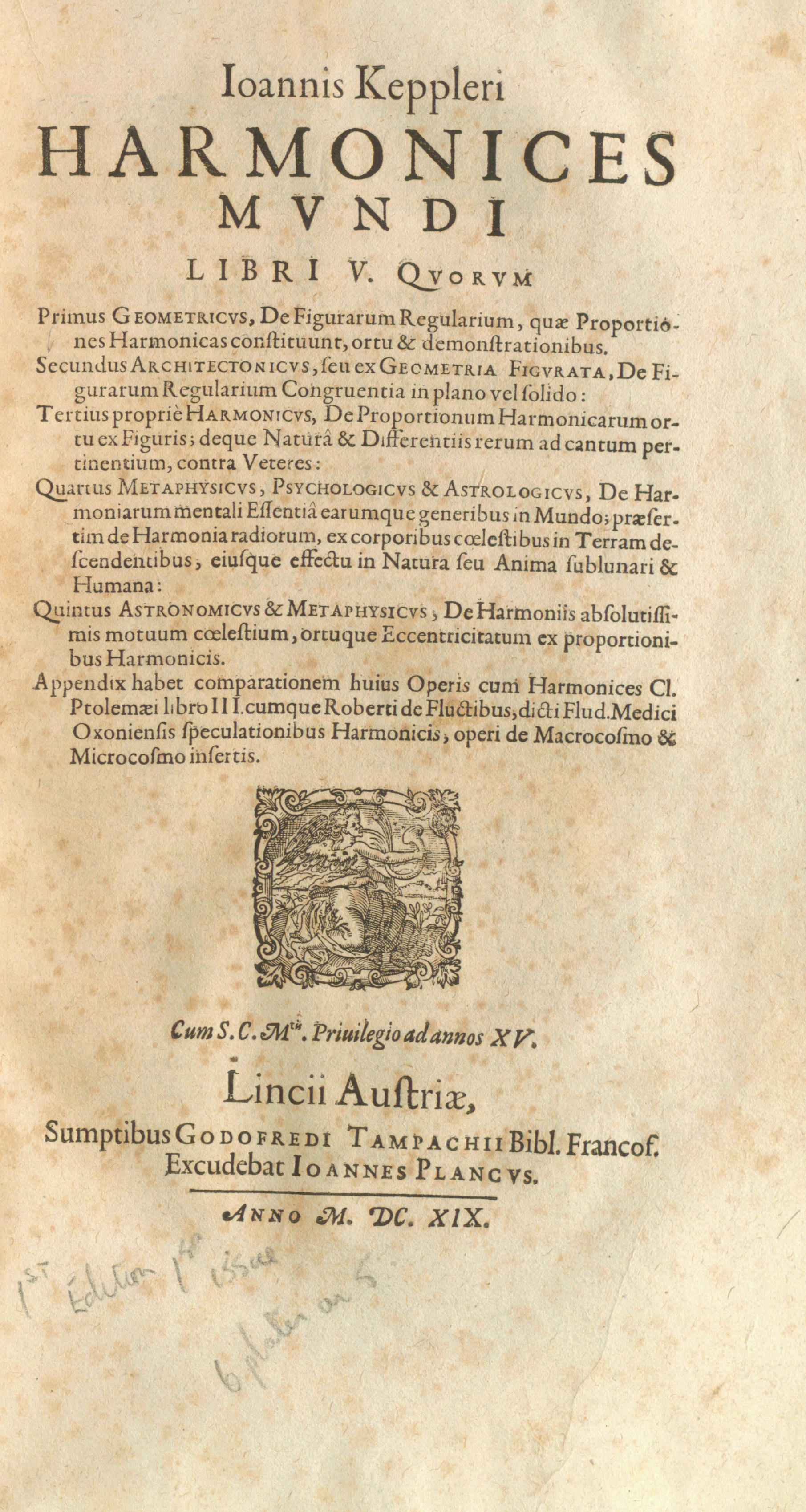
1619年第一版封面

世界的和諧（拉丁語：Harmonices Mundi。英語：The Harmony of the Worlds）是德國天文學家約翰內斯·克卜勒在1619年出版的書。該書主要介紹幾何與物理世界的和諧和全等。最後一章提出克卜勒第三定律。

## 內容
本書共分成五個部份。第一部份講述正多邊形。第二部份講幾何全等。第三部份講述音樂和聲的原理。第四部份則是相位。第五部份是行星運動的和諧。
雖然中世紀哲學家以球體音樂來隱喻，克卜勒發現了行星運動的物理和諧性。他發現行星在軌道運動時，在最高和最低角速度之間有近似和諧的比例。例如：地球相對於太陽的角速度在近日點和遠日點之間以一個半音改變（16:15），而金星則是25:24（升音）。
在非常罕見的間隔所有的行星將一起唱「完美和諧」：克卜勒提出，這可能發生在歷史上只有一次，也許在行星形成的時候。
克卜勒還發現，只有一個的行星最高和最低軌道速度的比例在周邊的行星軌道近似的音樂和聲幅度內，誤差小於一個升音（25:24的間隔）。在火星和木星產生一個例外的規則，形成了不和諧的比例18:19。事實上，導致不和諧的原因可能是一個事實，即小行星帶分隔兩個行星軌道，小行星帶在克卜勒逝世170年後發現於1801年。

## 克卜勒定律

小星形十二面體

大星形十二面體

克卜勒的上一本書新天文學提出克卜勒定律的前兩個定律。第三個定律在這本書的第五章才被提出。

## 另見
- 宇宙的神秘（英语：Mysterium Cosmographicum）
- 音乐宇宙
- 毕达哥拉斯主义

## 外部連結
- Harmonices mundi ("The Harmony of the Worlds") in fulltext facsimile; Carnegie-Mellon University
- Harmonies of the World （页面存档备份，存于） excerpt from  translated by Charles Glenn Wallis
- technical work of art inspired by Harmonices Mundi, combining astronomy, mechanics, melodics and electronics